# Ranunculus kotschyi
Ranunculus kotschyi är en ranunkelväxtart som beskrevs av Pierre Edmond Boissier. Ranunculus kotschyi ingår i släktet ranunkler, och familjen ranunkelväxter. Inga underarter finns listade i Catalogue of Life.